# Plume d'ange (chanson)
Pistes de Plume d'ange
Le K du Q
Plume d'ange est un conte musical de Claude Nougaro, paru en 1977 sur l'album au titre éponyme. La même année, Nougaro crée le titre à la scène, lors de son récital à l'Olympia de Paris.

## Histoire
D'une durée de plus de 15 minutes, le conte, dit sur une musique de Jean-Claude Vannier, occupe la totalité de la face A du 33 tours. Claude Nougaro campe tous les personnages : le narrateur, sa compagne, l'ami, le commissaire de police, le vieil homme.
Outre son interprétation à l'Olympia en 1977, Claude Nougaro reprend Plume d'ange sur scène en 1995, et en 2002 lors de son spectacle Fables de ma fontaine. À ces deux occasions, le texte est légèrement actualisé, l'auteur ayant supprimé le passage où le commissaire lui trouve une ressemblance physique avec l'inspecteur Columbo, personnage principal de la série télévisée interprété par Peter Falk.

## Le conte

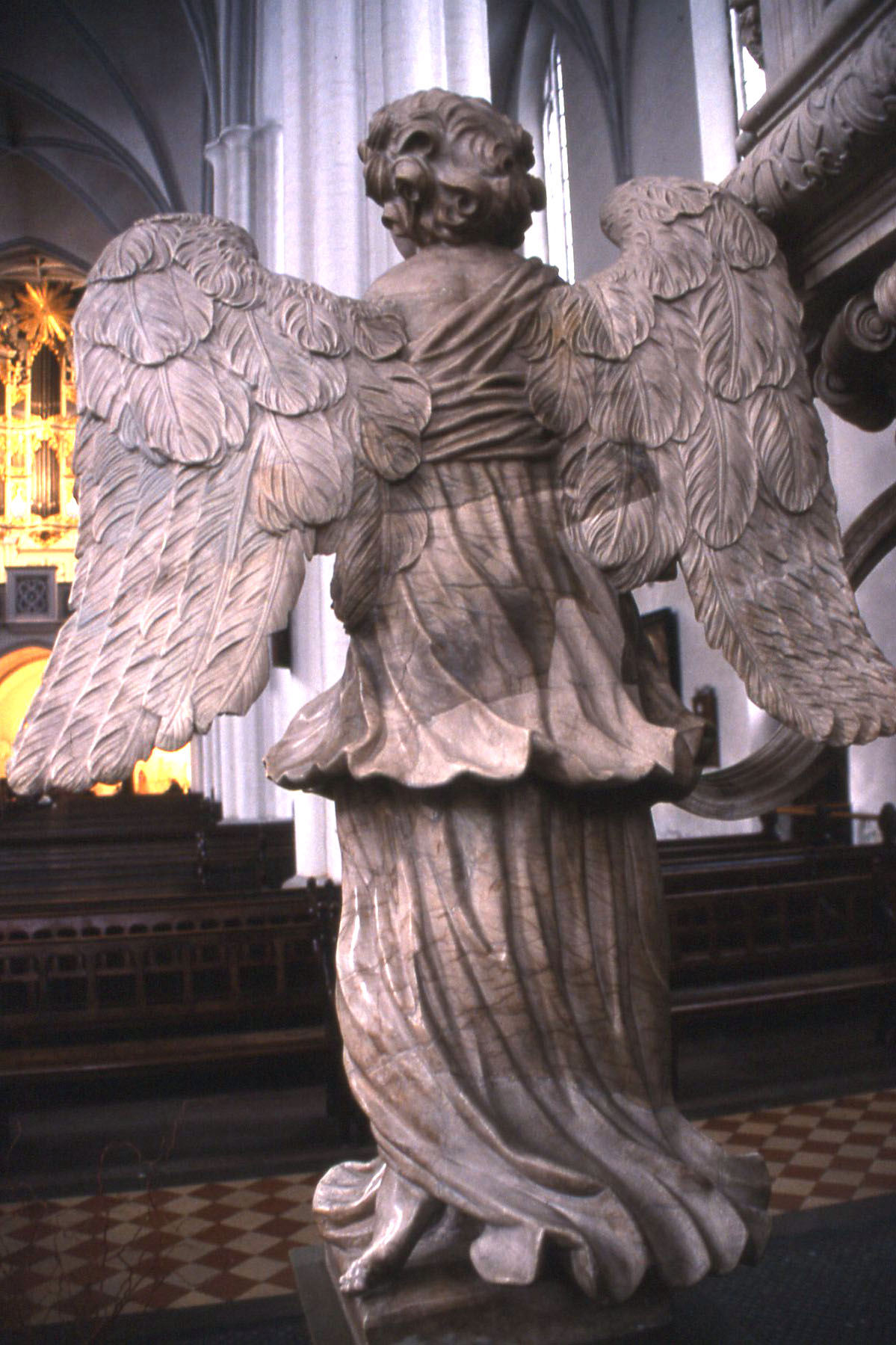
Angel by Andreas Schlüter, 1703

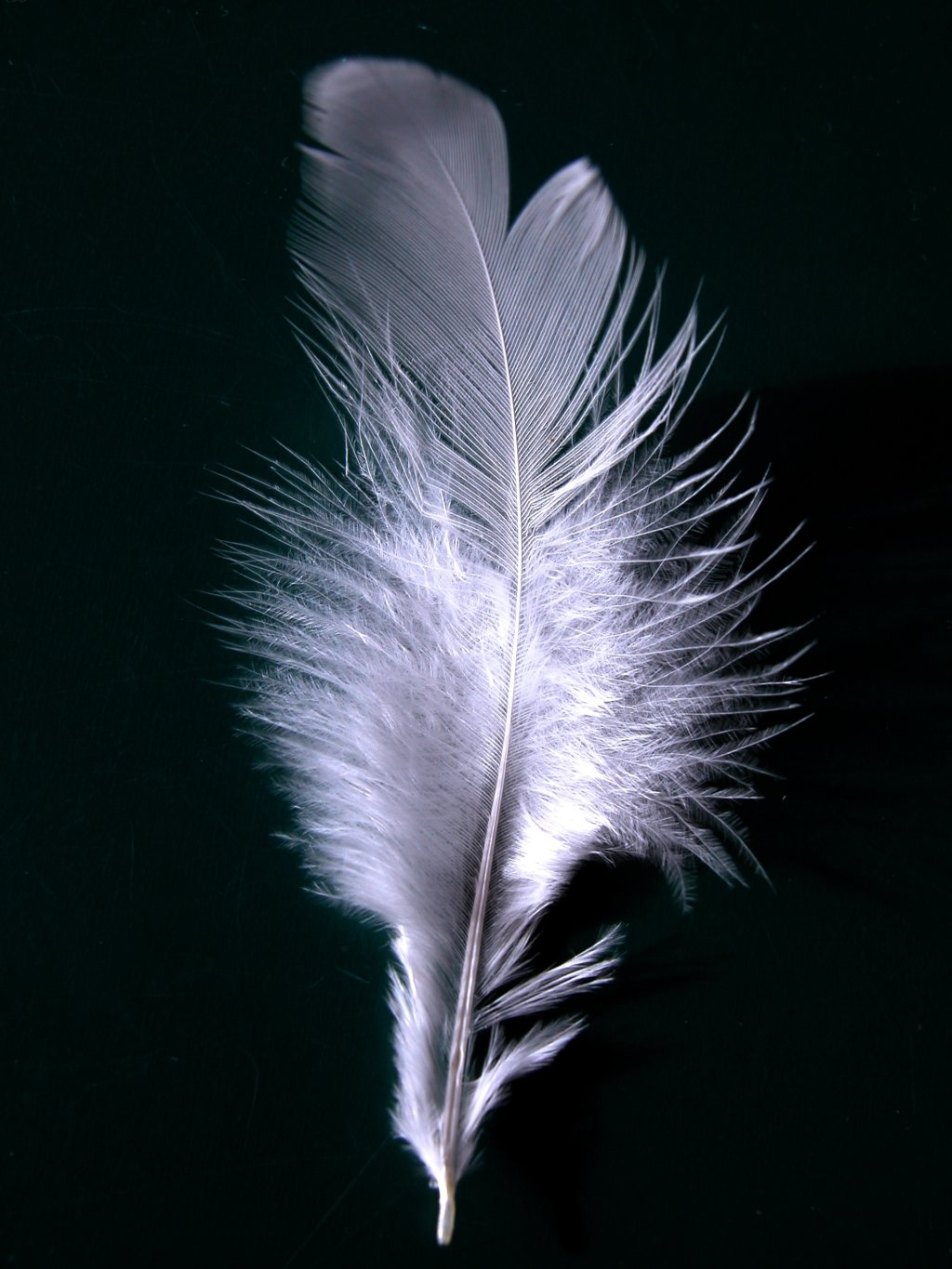
plume blanche, ange ou oiseau ?

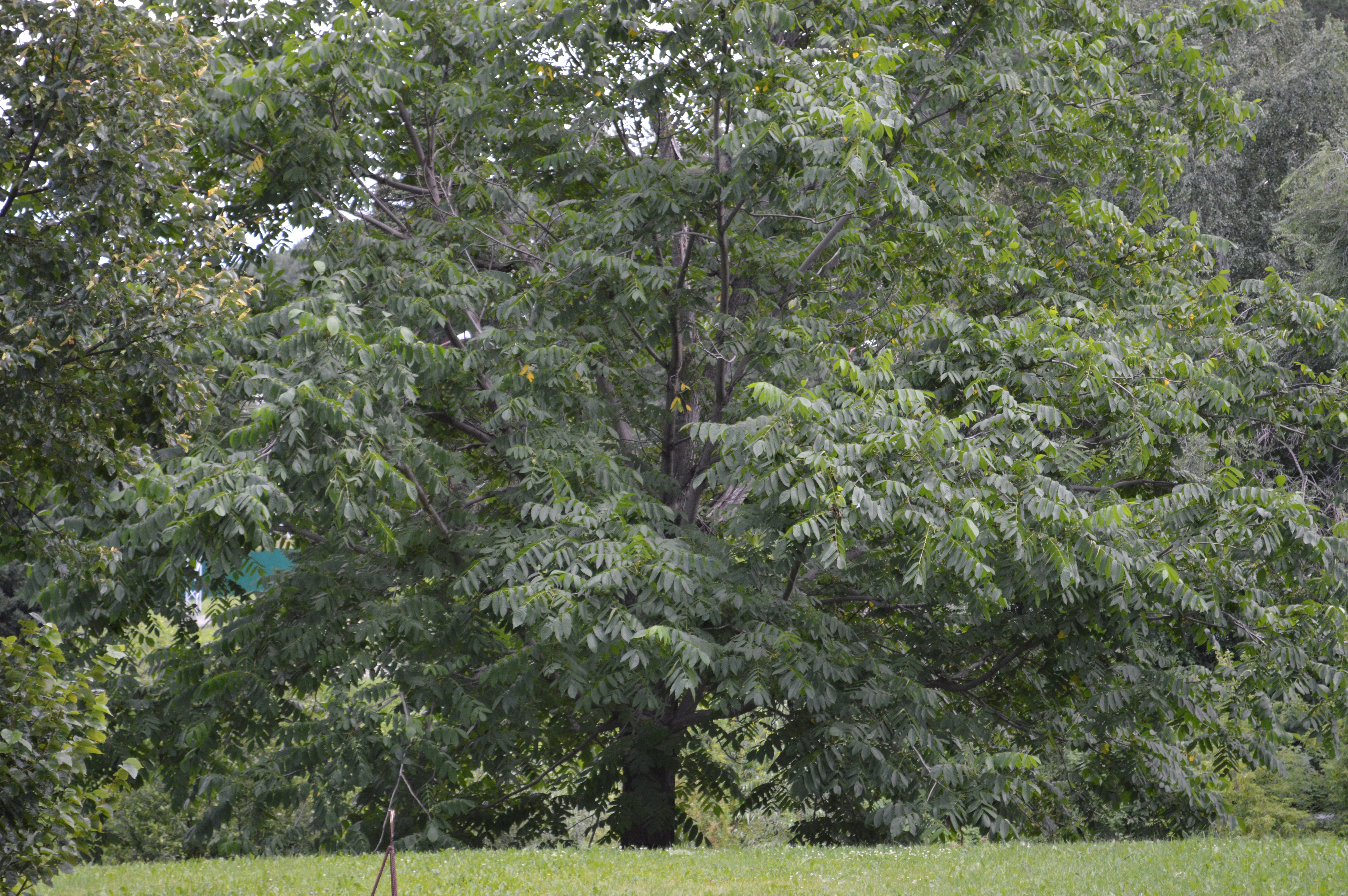

Le narrateur tiré de son sommeil est, une nuit ,visité par un ange, « un ange réglementaire avec les grandes ailes de lait. » « De son épaule, il tire une plume » et lui dit : 
« C'est une plume d'ange. Je te la donne. Montre-la autour de toi. Qu'un seul humain te croie et ce monde malheureux s'ouvrira au monde de la joie. Qu'un seul humain te croie avec ta plume d'ange. Adieu et souviens-toi : la foi est plus belle que Dieu. »

L'ange disparaît. Dans le noir, il reste longtemps la plume entre ses mains. Partageant sa couche avec « les seins somptueux d'une passion néfaste », il la réveille et déclare : 
« Mon amour, […]. C'est une plume d'ange ! Oui ! Oh ma chérie, tu me sais incapable de mensonge, […], il faut que tu me croies, et tu vas voir… le monde ! »
La réponse est tranchante : « Fous-moi la paix… Je voudrais dormir… Et cesse de fumer ton satané népal ! »
Au matin il se rend chez son meilleur ami, André… En chemin, il montre sa plume […] aux pigeons qui lui « firent des roues, des roucoulements de considération admirative ». André est dubitatif et l'encourage à « reconsidérer cette apparition. Le repos… L'air de la campagne… Avec les oiseaux précisément, les vrais ! ».

Dans la rue, il erre, s'interroge « À qui s'adresser, qui peut le croire ? », quand soudain l'évidence : 
« Abandonnons les hommes ! Adressons-nous aux enfants ! [...] Oui, mais lequel ? [...] En moi, des guirlandes de visages d'enfants, mes chéris, mes féeriques, mes crédules me souriaient. »
Devant une école, il jette son dévolu sur une petite fille, la suit, elle se nomme Fanny, n'ose l'aborder, remet au lendemain, puis au jour suivant… Un jeudi, il se décide, accélère son pas, quand une main pesante se pose sur son épaule. Deux hommes qui « empestaient le barreau » ordonnent : « Suivez-nous ! ».
Le voilà au poste de police. Au commissaire, il explique : « Quitte à passer pour un détraqué, je vais vous expliquer, monsieur, la véritable raison qui m'a fait m'approcher de cette enfant ». Et une fois de plus, sortant sa plume, raconte comment le monde sera sauvé pourvu qu'un seul homme le croit…
— C'est de l'oie, ça, dit le commissaire. […]
— Monsieur, ce n'est pas de l'oie, c'est de l'ange, vous dis-je !
— Calmez-vous ! Calmez-vous ! [...] On va s'occuper de vous. Gentiment, hein ? Gentiment ». 
On s'est occupé de lui « gentiment, entre deux électrochocs ». Il se promène dans le parc de l'asile psychiatrique où il réside depuis un mois. Il est devenu l'ami d'un « vieil homme, très beau, il se tient toujours immobile dans une allée du parc devant un cèdre du Liban. Parfois, il étend lentement les bras et semble psalmodier un texte secret, sacré. » De l'homme érudit, savant autant que philosophe, « vous dire qu'il sait tout, a tout appris, senti, perçu, percé, c'est peu dire ».
« Mais cet homme dont l'ange t'a parlé, cet homme introuvable qui peut croire à ta plume, eh bien, oui, c'est lui, il est là, devant toi ! »
Il lui présente sa plume et le vieillard dit : « Quel magnifique spécimen de plume d'ange vous avez là, mon ami.
— Alors vous me croyez ? Vous le savez ! […] Mais alors, puisqu'il est dit qu'un homme me croyant, le monde est sauvé…
— Je vous arrête, ami. Je ne suis pas un homme. […]  Je suis un noyer, […] je suis un arbre ! »
« Se détachant de la cime du grand cèdre, un oiseau est venu se poser sur l'épaule du vieillard et je crus reconnaître, miniaturisé, l'ange malicieux qui m'avait visité. Tous les trois, l'oiseau, le vieil homme et moi, nous avons ri, nous avons ri longtemps, longtemps...
Le fou rire, quoi ! »
(paroles Claude Nougaro, extraits)

## Discographie
- 1977 : album Plume d'ange

Discographie live :
- 1977 : Claude Nougaro Olympia 1977
- 1995 : The Best de Scène
- 2002 : Fables de ma fontaine